# Portokalópita
La portokalópita (grec moderne : πορτοκαλόπιτα, de πορτοκάλι / portokáli, « orange » et πίτα / píta, « gâteau ») est un gâteau grec typique dont l’ingrédient principal est l’orange douce. La portokalópita est très populaire en Grèce et est généralement consommée en dessert avec le café.
En pâtisserie grecque, il appartient à la famille des gâteaux appelés siropiastá, qui baignent dans du sirop, comme le baklava.

## Composition
Bien qu’elle ressemble à une éponge, sa pâte est en fait composée de lambeaux secs de pâte filo, auxquels on ajoute un mélange de yaourt grec, d’œuf et de jus d’orange. Il est baigné par-dessus d’un sirop (sucre liquide) qui a été cuit avec des oranges et parfois aromatisé à la vanille et/ou à la cannelle. Idéalement, il se consomme le lendemain ou le surlendemain, lorsque le sirop est totalement absorbé et que toutes les saveurs du gâteau se sont développées. La sensation en bouche doit être moelleuse et juteuse, l’empêchant d’être compacte.
L’orange est un ingrédient de base de la cuisine grecque et est cultivée dans le sud de la péninsule du Péloponnèse (en particulier dans les régions de Laconie et d’Argolide) et d’Árta (dans le nord du pays) et sur l’île de Chios, entre autres.

### Pages connexes
- Cuisine grecque